# Mojogemi
Mojogemi is een bestuurslaag in het regentschap Jember van de provincie Oost-Java, Indonesië. Mojogemi telt 2634 inwoners (volkstelling 2010).